# Kurash na Halowych Igrzyskach Azjatyckich 2007
Wyniki zawodów pokazowych w kurashu rozegranych podczas Halowych Igrzysk Azjatyckich 2007:

## Mężczyźni – 73 kg
| Lp. | Zawodnik                          | Medal |
| --- | --------------------------------- | ----- |
| 1   | Ali Maloumat                      |       |
| 2   | Suhrob Dustov                     |       |
| 3   | Naoya Ogasawara Fazel Manan Azimi |       |

## Mężczyźni + 90 kg
| Lp. | Zawodnik                                | Medal |
| --- | --------------------------------------- | ----- |
| 1   | Saeid Khosravinejad                     |       |
| 2   | Kohei Yoshioka                          |       |
| 3   | Fazliddin Meyliev Alexandre Magno Jorge |       |

## Kobiety – 63 kg
| Lp. | Zawodniczka               | Medal |
| --- | ------------------------- | ----- |
| 1   | Toktam Bidel              |       |
| 2   | Chi Shu-wen               |       |
| 3   | Ng Ying Lai Chan Chi Weng |       |

## Kobiety + 78 kg
| Lp. | Zawodniczka       | Medal |
| --- | ----------------- | ----- |
| 1   | Lin Bei-yun       |       |
| 2   | Sahar Chaghalvand |       |
| 3   | –                 |       |

## Tabela medalowa
| Poz.    | Państwo         |   |   |   | Łącznie |
| ------- | --------------- | - | - | - | ------- |
| 1       | Iran            | 3 | 1 | 0 | 4       |
| 2       | Chińskie Tajpej | 1 | 1 | 0 | 2       |
| 3       | Japonia         | 0 | 1 | 1 | 2       |
| 3       | Uzbekistan      | 0 | 1 | 1 | 2       |
| 5       | Makau           | 0 | 0 | 2 | 2       |
| 6       | Afganistan      | 0 | 0 | 1 | 1       |
| 6       | Hongkong        | 0 | 0 | 1 | 1       |
| Łącznie | Łącznie         | 4 | 4 | 6 | 14      |